# Macarena Berlín
Macarena Berlín González (Madrid, 20 de julio de 1973) es una periodista española. 

## Biografía
Comenzó su carrera profesional en 1998 trabajando como locutora de radiofórmula y cuñas publicitarias en la emisora Europa FM y más adelante, Entra en Cadena Dial en 1999, desde entonces ha compaginado su trabajo en radio con el de presentadora y colaboradora en diversos programas de televisión: 40 TV, Canal+, Localia, Nexo, Antena 3, Cuatro, Cosmopolitan TV y La Sexta.
En 2007 comienza a presentar el programa De tiendas en Cosmopolitan TV durante 10 años, trabajo que compagina con la  copresentación del programa Carrusel de verano en la Cadena Ser. 
Desde el 23 de febrero de 2009 hasta julio de 2018 dirigió y presentó el programa Hablar por hablar en la Cadena SER. El 14 de mayo de 2014 comenzó a presentar y dirigir el programa de la misma cadena radiofónica Hoy por Hoy sustituyendo a Gemma Nierga en periodos vacacionales.
Presentó la XXIX edición de los Premios Ortega y Gasset de Periodismo que otorga el periódico El País y en 2013 realizó la locución de la introducción del disco I.R.A (Instinto, Razón, Autobiografía) de El Chojin, titulada ¿Por qué I.R.A?.
Macarena Berlín también participó en el episodio 203 de la serie de Telecinco Aída interpretándose a sí misma (a la presentadora del programa de radio Hablar por hablar es hablar sin más).
En el mes de marzo de 2014, la editorial Aguilar publica su primera experiencia literaria "Hablar por Hablar, la vida sigue". Más adelante publica el libro "Kate, la biografía" y en 2017 publica el best seller "Háblame Bajito".
Fue maestra de ceremonias en julio de 2014 de la novena edición de Havana 7. Historias que cuentan un encuentro con cuatro destacados profesionales del Periodismo de viajes y aventura en el Teatro Calderón.
En noviembre de 2014 presenta la ceremonia de los Premios Ondas que otorga Radio Barcelona en el Teatro Liceo y conduce en El Museo Del Traje el Elle Works Day conferencias, charlas y talleres en un día centrado en la mujer y el trabajo organizado en octubre de 2015 por la revista Elle. 
De septiembre de 2017 a julio de 2018 presenta el espacio de salud Saber Vivir en TVE. En octubre de 2018 comienza a dirigir y presentar el programa radiofónico Los muchos libros en Cadena Ser, además en 2019 presenta el programa +Cotas en TVE.

## Vida privada
Es hermana mayor del también periodista y director de Radiocable.com, Fernando Berlín (1974).

## Trayectoria

### Programas de televisión
| Programas de televisión | Programas de televisión | Programas de televisión | Programas de televisión |
| Año                     | Título                  | Cadena                  | Rol                     |
| ----------------------- | ----------------------- | ----------------------- | ----------------------- |
| 2007-2017               | De tiendas              | Cosmopolitan TV         | Presentadora            |
| 2008                    | Visto y oído            | Cuatro                  | Reportera               |
| 2017-2018               | Saber vivir             | TVE                     | Presentadora            |
| 2019                    | +Cotas                  | TVE                     | Presentadora            |

### Programas de radio
| Programas de televisión | Programas de televisión | Programas de televisión | Programas de televisión |
| Año                     | Título                  | Emisora                 | Rol                     |
| ----------------------- | ----------------------- | ----------------------- | ----------------------- |
| 2007                    | Carrusel de verano      | Cadena Ser              | Copresentadora          |
| 2009-2017               | Hablar por hablar       | Cadena Ser              | Presentadora Directora  |
| 2017                    | Hoy por Hoy             | Cadena Ser              | Presentadora            |
| 2018-presente           | Los muchos libros       | Cadena Ser              | Presentadora Directora  |

### Series de televisión
| Series de televisión | Series de televisión | Series de televisión | Series de televisión | Series de televisión |
| Año                  | Título               | Personaje            | Cadena               | Notas                |
| -------------------- | -------------------- | -------------------- | -------------------- | -------------------- |
| 2013                 | Aída                 | Macarena Berlín      | Telecinco            | 1 episodio           |
| 2023                 | Vestidas de azul     | Macarena Berlín      | Atresplayer          | 1 episodio           |

## Premios
- Enero 2010-  'Premio al mejor conductor de programas' otorgado por la Academia de las Artes y las Ciencias Radiofónicas como directora y presentadora del programa de radio Hablar por hablar en Cadena SER.

- Enero 2011- 'Antena de Oro' en la categoría de Radio otorgada por la Academia de las Artes y las Ciencias Radiofónicas como directora y presentadora del programa de radio Hablar por hablar en Cadena SER.

- Marzo 2017- 'Premio Ameco Prensa' Mujer que destaca la labor informativa efectuada a favor de la igualdad de género. Otorgado como directora y presentadora del programa de radio Hablar por hablar en Cadena SER.

- Mayo 2017- 'Premio Fademur' en reconocimiento a la visibilización de la mujer que trabaja en el entorno rural. Otorgado por la Asociación de Mujeres rurales como directora y presentadora programa de radio Hablar por hablar en Cadena SER.